# قاسم آباد (قلعة خواجة)
قاسم آباد (بالفارسية: قاسم‌آباد) هي منطقة سكنية تقع في إيران في قسم قلعة خواجة الريفي. يقدر عدد سكانها بـ 305 نسمة .